# Ex opere operato
Ex opere operato è un'espressione latina della dottrina cattolica dei sacramenti.
Significa letteralmente "per il fatto stesso di aver fatto la cosa". Si riferisce al fatto che nei sacramenti il peccato del ministro non può inficiare il risultato dell'azione sacramentale. Per esempio, l'assoluzione sacramentale impartita da un presbitero in peccato mortale mantiene tutta la sua validità, purché il ministro abbia l'intenzione di fare quello che farebbe la Chiesa.
L'uso dell'espressione si è sviluppato nella Chiesa cattolica nell'ambito della contrapposizione con la dottrina protestante: Lutero sosteneva infatti che un sacerdote in peccato mortale non poteva amministrare i sacramenti.
Si contrappone a ex opere operantis, che al contrario afferma la necessità della santità del ministro perché il sacramentale si dia.
Tuttavia, nell'amministrazione dei sacramenti risulta fondamentale l'intenzione del ministro del sacramento: se il sacerdote non ha l'intenzione di consacrare e di rendere presente il sacrificio della Croce, la Messa non può essere validamente celebrata e non avviene alcuna transustanziazione. In modo analogo, nel sacramento del matrimonio i cui ministri sono gli stessi sposi, se manca l'intenzione di contrarre il matrimonio da parte dei coniugi, il sacramento è nullo e mai celebrato.
La locuzione comparve in sant'Alberto Magno e fu recepita nel Concilio di Trento.

## L'insegnamento del Concilio di Trento
Il Concilio di Trento definì il 3 marzo 1547 contro Lutero che i sacramenti conferiscono la grazia ex opere operato (can. 8), per ciò che dipende da Dio (can. 7):
(Sess. VII, ca. 8; Denz 1611)
La frase ex opere operato, come si può dedurre dalle discussioni dei padri di Trento, non vuol dire "automaticamente", quasi che i sacramenti siano dei riti magici, che agiscono su una persona indipendentemente dalla sua volontà, ma significa "indipendentemente dalle intenzioni non manifestate del ministro", a cui si richiede di porre esattamente il segno "almeno con l'intenzione di fare ciò che fa la Chiesa" (can. 11), cioè almeno con l'intenzione di compiere un rito sacro.
Lo scopo di questa precisazione, voluta dal concilio, era di togliere ai fedeli ogni dubbio di coscienza sulla validità di un sacramento nel caso di un ministro che "facesse finta" di amministrarlo, ma con l'intenzione, non manifestata, di non amministrarlo. Il Concilio dice: se il ministro ha compiuto correttamente il rito (ex opere operato), Dio si è impegnato e perciò ex parte Dei (= "per ciò che dipende da Dio") il sacramento è completo.
Per l'efficacia del sacramento può invece mancare la parte che dipende dal cristiano, ma delle
proprie eventuali cattive disposizioni che renderebbero inefficace il sacramento, egli non può non
avere coscienza.

## L'interpretazione del Catechismo della Chiesa Cattolica
Il Catechismo della chiesa cattolica spiega al riguardo:

## Curiosità
Un'interpretazione dell'ex opere operato sganciata dall'ecclesiologia e dalla storia della salvezza ha portato in passato a formulare dottrine dei sacramenti nelle quali trovava posto la "consacrazione della panetteria".